# Nordstaden
A Nordstaden – literalmente Norte da Cidade - é um bairro central da cidade de Gotemburgo, na Suécia. Os dois bairros de Inom Vallgraven e Nordstaden formam o núcleo original da cidade, estando a Nordstaden localizada imediatamente a norte do Grande Canal de Gotemburgo (Stora Hamnkanalen). Tem cerca de 10 800 habitantes, e uma área de 42 hectares.
A rua Östra Hamngatan divide o bairro em duas áreas – a Västra Nordstaden, no lado ocidental, e a Östra Nordstaden, no lado oriental.
Na parte oriental, foi construído nos anos 70 o centro comercial da Nordstan. Na parte ocidental foram preservados os velho edifícios e arruamentos, com destaque para a praça Gustaf Adolfs Torg, a rua Norra Hamngatan, a Câmara Municipal (Stadshuset), a Bolsa (Börsen), a Igreja Alemã (Tyska kyrkan), a Kronhuset e o atual Museu da Cidade de Gotemburgo. Junto ao  rio Gota foi edificada a Ópera de Gotemburgo e estabelecido o museu de navios Maritiman.

## Ruas e praças importantes
- Norra Hamngatan
- Östra Hamngatan
- Praça Gustaf Adolfs Torg

## Património
- Kronhuset
- Bolsa (Börsen)
- Igreja Alemã (Tyska kyrkan)
- Museu da Cidade de Gotemburgo
- Ópera de Gotemburgo
- Nordstan (centro comercial)
- Maritiman (museu de navios)

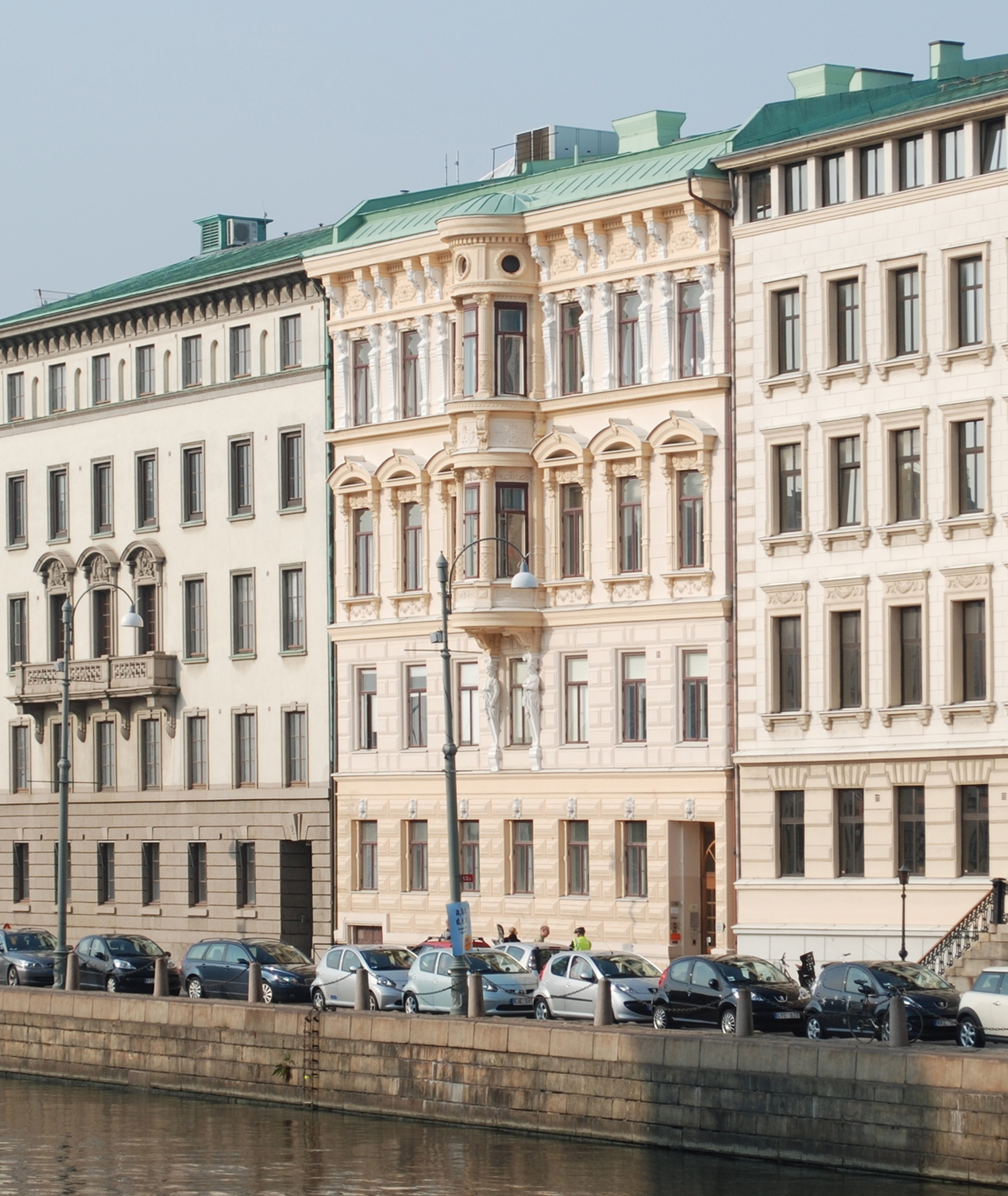
A rua Norra Hamngatan junto ao Grande Canal de Gotemburgo
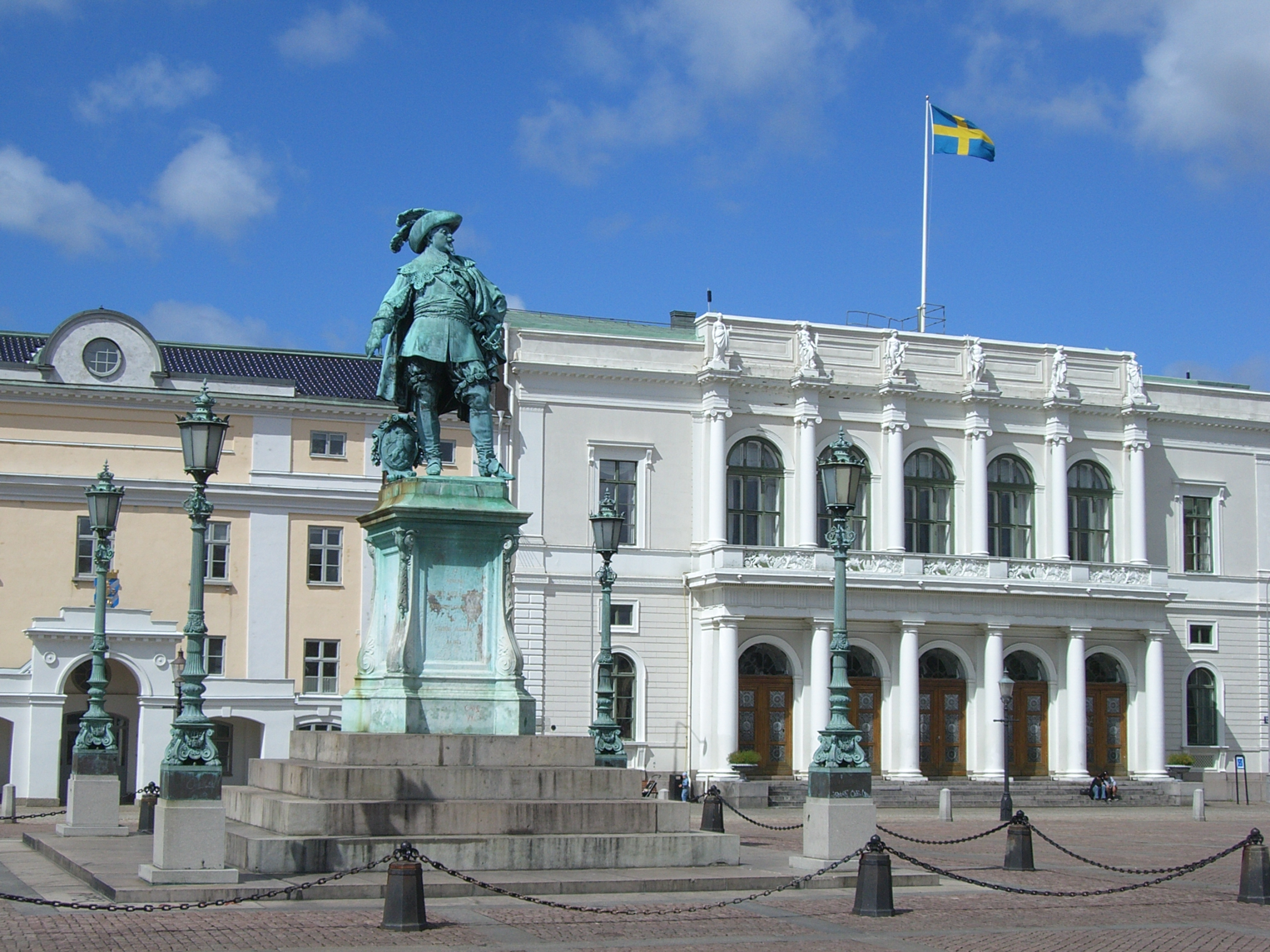
A Bolsa e a estátua do rei Gustaf II Adolf
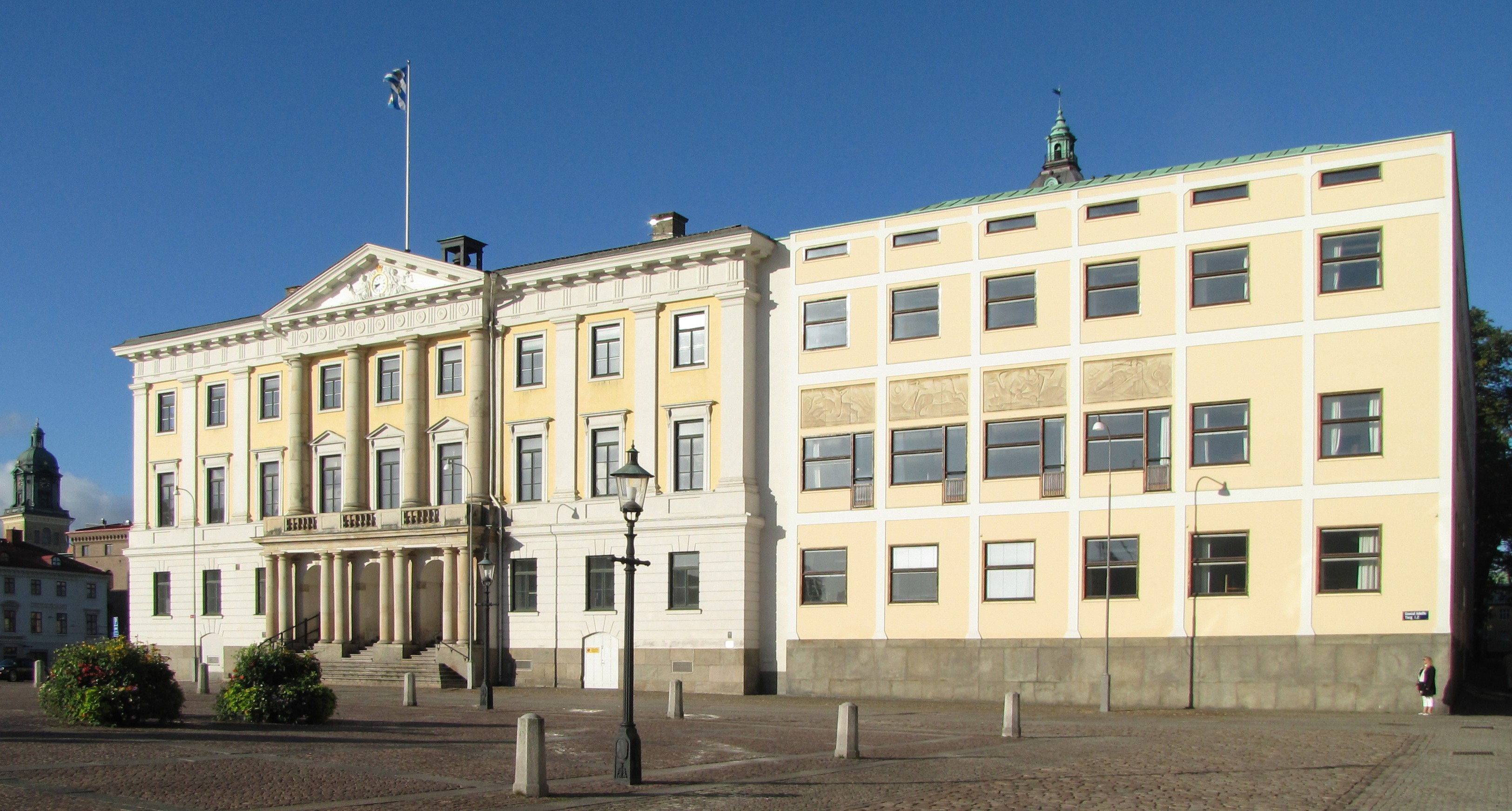
A Câmara Municipal de Gotemburgo
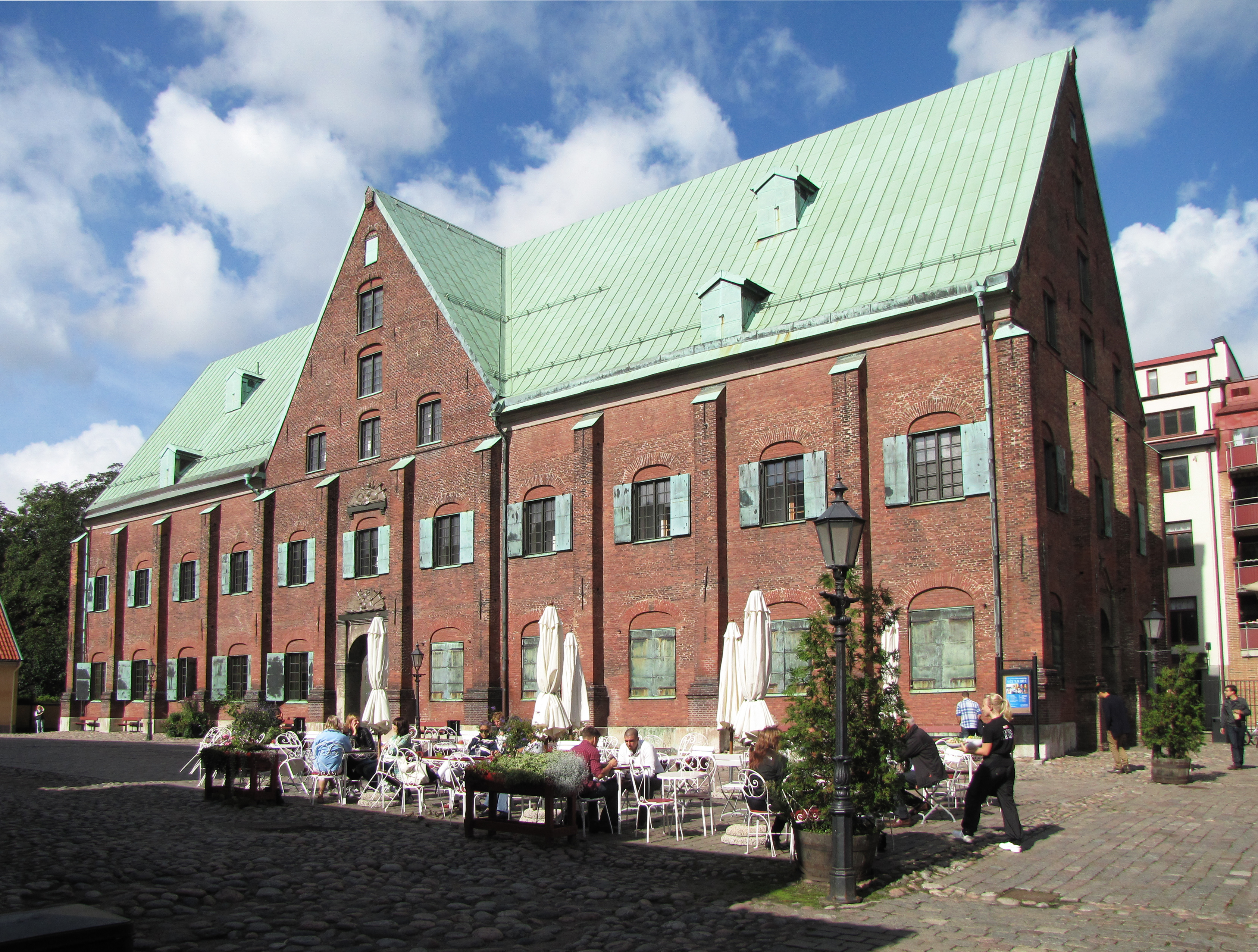
A Kronhuset
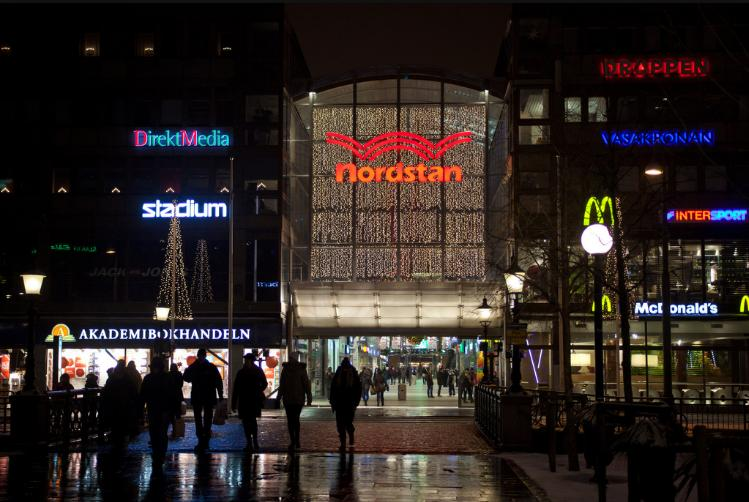
O centro comercial Nordstan
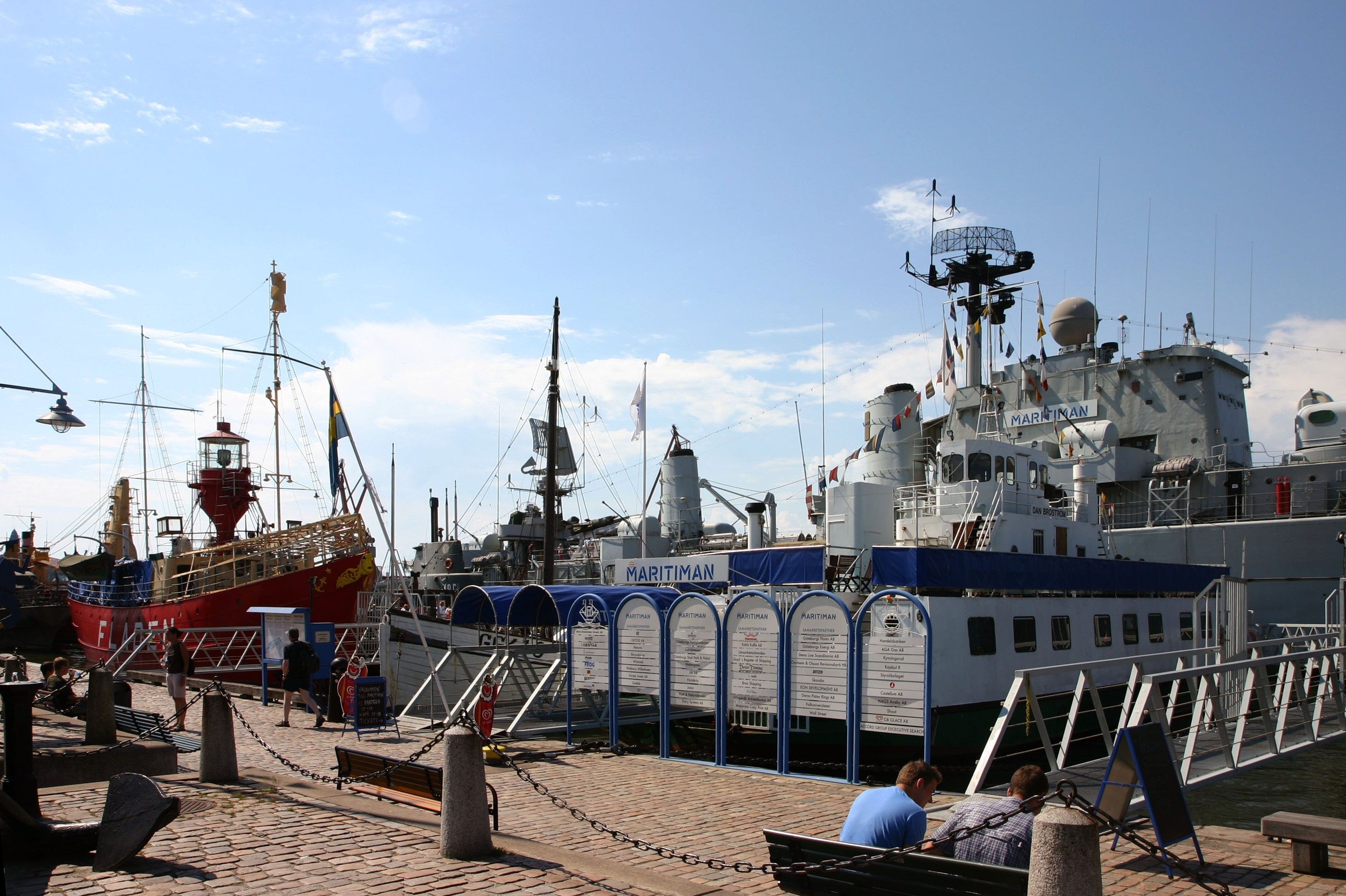
O museu de navios Maritiman